# Dickson Experimental Sound Film
The Dickson Experimental Sound Film é um filme estadunidense de curta metragem em preto e branco, realizado por William K. L. Dickson no final de 1894 ou início de 1895]para o Edison Studios, de Thomas Edison. É o primeiro conhecido com som gravado ao vivo e possivelmente o primeiro feito com o Cinefone, um sistema de som desenvolvido por Dickson e Edison (O cinefone, consistindo de um cinetoscópio acompanhado por um fonógrafo cilíndrico, não era um verdadeiro sistema de som de filmes, pois não havia nenhuma tentativa de sincronizar imagem e som em toda a reprodução). Não há nenhuma evidência de que ele tenha sido exibido em seu formato original. Recentemente digitalizado e restaurado, é a única produção sobrevivente realizada por meio do Cinefone com som gravado ao vivo.

## Sinopse
O filme apresenta Dickson tocando um violino em um gravador em forma de chifre para um cilindro de cera fora da câmera. A melodia é de uma barcarola, "Song of the Cabin Boy", de Les Cloches de Corneville, uma ópera composta por Robert Planquette em 1877. Em frente a Dickson, dois homens dançam. Nos segundos finais, um quarto homem cruza brevemente a partir da esquerda para a direita por trás do gravador. O tempo de execução do filme restaurado é de 17 segundos; o cilindro que acompanha contém, aproximadamente, dois minutos de som, incluindo 23 segundos de música de violino, abrangendo a trilha sonora do filme. Após sua restauração em 2000, "Dickson Experimental Sound Film" foi selecionado para inclusão no National Film Registry, da Biblioteca do Congresso dos Estados Unidos.

## Restauração
Uma gravação em 35 milímetros sem som em filme de nitrocelulose, descrito como tendo exatamente 40 pés de comprimento, foi adquirida pelo Museu de Arte Moderna de Nova York (MoMA) e transferido para película de segurança em 1942. Thomas Edison Incorporated doou o Edison Laboratory para o National Park Service em 1956. A trilha sonora foi inventariada no Edison National Historic Site na década de 1960, quando um cilindro de cera em um recipiente metálico com o rótulo "“Dickson—Violin by W.K.L. Dixon with Kineto" foi encontrado na sala de música do Edison laboratory. Em 1964, os pesquisadores abriram a lata apenas para descobrir que o cilindro foi partido em dois; Naquele ano, também, todos os materiais de filme de nitrato restantes na instalação foram removidos para a Biblioteca do Congresso para conservação. Entre as tiras de filmes estava uma impressão que a Biblioteca do Congresso catalogou como "Dickson Violin". De acordo com Patrick Loughney, curador de cinema e TV da Biblioteca, esta cópia possui "39 pés e quatorze frames (dois frames curtos de 40 pés)."
A conexão entre o filme e o cilindro não foi feito até 1998, quando o curador das gravações sonoras de Loughney e Edison, Jerry Fabris, providenciou para que o cilindro pudesse ser reparado e seu conteúdo recuperado. Um novo gravador de rolo foi criado, permitindo a reprodução com fidelidade para uma fita de áudio digital. Como a biblioteca não estava equipada para sincronizar a trilha sonora recuperada com o elemento do filme, o especialista em produção e restauração Rick Schmidlin sugeriu que o premiado editor Walter Murch fosse adicionado ao projeto (os dois haviam trabalhado juntos na restauração de 1998 do filme Touch of Evil, de Orson Welles). Murch recebeu um pequeno pedaço de película e os dois minutos de som recuperados a partir do cilindro. Convertendo digitalmente o filme e editando a mídia juntos em um sistema Avid, Murch sincronizou os elementos visuais e de áudio.
No cilindro, antes da câmera começa a rodar, uma voz de homem pode ser ouvida a dizer: "O resto de vocês está pronto? Vá em frente!" Este som extra é incluído na versão do filme que foi distribuído no início de 2000. Entretanto, 
como as filmagens ainda não haviam começado quando as palavras foram proferidas, esta não pode ser invocada como a primeira ocorrência de palavra falada no filme.
Uma questão que permanece sem resposta é como o eventual tempo de execução de pouco mais de 17 segundos foi determinado. De acordo com os relatórios da curadoria, as cópias de 35 mm têm um padrão de 16 quadros por pé de filme - 39 pés (12 m) além de 14 quadros, portanto, equivale a um total de 638 frames. Murch descreve o filme como tendo sido filmado em 40 quadros por segundo (fps); Loughney descreve-o como 46 fps. Em 40 fps, 638 quadros correriam em 15,95 segundos, que deveria ser a duração máxima do filme restaurado, se todos os outros relatórios estiverem corretos; como Loughney observa, em 46 fps o filme duraria 13,86 segundos. Se este último valor está correto, então 9 segundos de filme estão faltando nas cópias existentes, se toda a performance de violino foi filmada. Com base nos seus próprios testes de dezoito filmes realizados em Cinefone, o estudioso Gordon Hendricks argumentou que nenhum deles foi rodado em 46 fps, tornando a velocidade de 40 fps relatada por Murch mais provável. No entanto, ainda há uma diferença de mais de um segundo entre o tempo máximo potencial e a duração efetiva do filme como digitalizado por Murch. Isso pois 17 segundos de tempo de execução funcionam a uma velocidade média de câmera de cerca de 37,5 fps, uma diferença significativa em relação ao relatório de Murch.

## Polêmica sobre possível teor LGBT
Em seu livro The Celluloid Closet (1981), o historiador do cinema Vito Russo discute o filme, alegando, sem atribuição, que foi intitulado The Gay Brothers (Os Irmãos Gays). A nomeação de Russo para o filme tem sido adotada amplamente em conteúdos online e em pelo menos três livros, e suas afirmações de que o teor do filme é homossexual são frequentemente ecoadas. Além de não haver evidências para o título que Russo dá ao filme, na verdade, a palavra "gay" não era normalmente usada como sinônimo de "homossexual" no momento em que o filme foi feito. Também não há evidência de que Dickson teria a intenção de apresentar os homens - presumivelmente funcionários do estúdio de Edison - como um par romântico. Dada a letra da canção que Dickson toca, que descreve a vida no mar, sem as mulheres, é mais plausível que ele pretendia uma piada sobre o ambiente praticamente só de homens da Black Maria. Foi também bastante comum no século 19 para os homens dançar com outros homens sem conotações homossexuais sendo percebidas; as danças masculinas eram uma parte normal da vida no século 19 no Exército dos EUA e eram mesmo parte do currículo de West Point. Ainda assim, ela pode ser vista como um dos primeiros exemplos de imagens de pessoas do mesmo sexo no cinema. Um trecho do fime está incluído no documentário baseado no livro de Russo, também intitulado The Celluloid Closet (1995).

## Elenco
- William K.L. Dickson ... violinista (não creditado)

## Ligações Externas
- The Dickson Experimental Sound Film. no IMDb.